# Babín
Babín (ungarisch Babin) ist eine Gemeinde im äußersten Norden der Slowakei mit 1453 Einwohnern (Stand 31. Dezember 2024) und gehört zum Okres Námestovo innerhalb des Žilinský kraj.

## Geographie
Die Gemeinde befindet sich im südwestlichen Ausläufer des Talkessels Oravská kotlina, umgeben von den Rücken des Gebirges Oravská Magura. Sie wird vom Bach Podskalité durchflossen, der am unteren Ende des Ortes in die Hruštínka mündet. Das Ortszentrum liegt auf einer Höhe von 680 m n.m. und ist 12 Kilometer von Námestovo sowie 20 Kilometer von Dolný Kubín entfernt.
Nachbargemeinden sind Vasiľov im Norden, sehr kurz Lokca sowie Podbiel im Osten, Dlhá nad Oravou und Sedliacka Dubová im Südosten, Horná Lehota sowie kurz Oravský Podzámok im Süden und Hruštín im Westen.

## Geschichte
Der Ort entstand Mitte des 16. Jahrhunderts nach walachischem Recht im Zuge des Landesausbaus und wurde zum ersten Mal 1564 als Babynowo schriftlich erwähnt, als die zwölfjährige Befreiung von Abgaben und Frondiensten gerade auslief. Er gehörte bis zur Abschaffung der Leibeigenschaft im Jahr 1848 zum Herrschaftsgut der Arwaburg und wurde von Erbrichtern verwaltet. Das 17. Jahrhundert war von mehreren Missernten sowie ungarischen Standesaufständen gekennzeichnet, sodass 1624 nur etwa 120 Einwohner im Dorf wohnten und weite Teile verwüstet waren. 1665 wurde die erste Holzkirche errichtet, die ursprünglich in Lokca stand. Nach dem sogenannten gefrorenen Jahr 1716 und den folgenden Jahren wanderten viele Einwohner nach Niederungarn aus, andere versuchten, als Tabakhändler zu überleben. 1739 wurde die Einwohnerschaft von einer Pestepidemie heimgesucht, die insgesamt 82 Menschen das Leben nahm.
1828 zählte man 116 Häuser und 798 Einwohner, die von Viehhaltung, Arbeiten in Almhütten und als Hausierer lebten.
Bis 1918 gehörte der im Komitat Arwa liegende Ort zum Königreich Ungarn und kam danach zur Tschechoslowakei beziehungsweise heute Slowakei. 1934 fielen insgesamt 104 Häuser einem Großbrand zum Opfer, das Dorf wurde aber danach wiederaufgebaut.

## Bevölkerung
| Jahr                | 1994 | 2004    | 2014    | 2024    |
| ------------------- | ---- | ------- | ------- | ------- |
| Anzahl der Personen | 1324 | 1413    | 1417    | 1453    |
| Unterschied         |      | +6,72 % | +0,28 % | +2,54 % |

| Jahr                | 2023 | 2024    |
| ------------------- | ---- | ------- |
| Anzahl der Personen | 1444 | 1453    |
| Unterschied         |      | +0,62 % |

Nach der Volkszählung 2011 wohnten in Babín 1.403 Einwohner, davon 1.370 Slowaken und 6 Polen. 27 Einwohner machten diesbezüglich keine Angabe. 1.353 Einwohner bekannten sich zur römisch-katholischen Kirche und 6 Einwohner zur evangelischen Kirche A. B. 9 Einwohner waren konfessionslos und bei 35 Einwohnern wurde die Konfession nicht ermittelt.

## Bauwerke und Denkmäler
- römisch-katholische Heilig-Geist-Kirche aus dem Jahr 1933, erbaut nach einem Projekt des Architekten Milan Michal Harminc. Teilweise wurde die Ausstattung der 1930 abgerissenen Holzkirche verwendet
- Kapelle im klassizistischen Stil aus der ersten Hälfte des 19. Jahrhunderts

## Verkehr
Durch Babín verläuft die Straße 1. Ordnung 78 von Oravský Podzámok über Námestovo bis zum Sattel Hliny an der polnischen Grenze.
Der nächste Bahnhof ist in elf Kilometern Entfernung in Oravský Podzámok, an der Bahnstrecke Kraľovany–Suchá Hora.